# Kastilisches Straußgras
Das Kastilische Straußgras oder Kastilien-Straußgras (Agrostis castellana) ist eine Pflanzenart aus der Gattung der Straußgräser (Agrostis) in der Familie der Süßgräser (Poaceae). Das natürliche Verbreitungsgebiet liegt in Südeuropa, in Nordafrika und Westasien. In vielen Ländern Europas, in der Neuen Welt und Australien ist es ein Neophyt.

## Beschreibung

### Vegetative Merkmale
Das Kastilische Straußgras wächst als ausdauernde krautige Pflanze und erreicht Wuchshöhen von 20 bis 45 selten bis 80 Zentimetern. Es bildet mit mehr oder weniger langen unterirdischen Ausläufern, selten auch kurzen oberirdischen Kriechsprossen graugrüne, lockere Rasen. Die Erneuerungssprosse wachsen außerhalb der untersten Blattscheiden in die Höhe. Die glatten und kahlen Halme besitzen drei bis fünf Knoten (Nodien).
Die Blattscheiden sind glatt und kahl. Das Blatthäutchen der Erneuerungssprosse ist ein 0,8 bis 1,4 Millimeter langer, häutiger Saum, das der obersten Halmblätter ist 2 bis 3 Millimeter lang. Die Blattspreiten sind 3 bis 10 Zentimeter lang, flach ausgebreitet oder zusammengerollt, 2 bis 3, manchmal bis 4 Millimeter breit, auf der Oberseite rau und unterseits glatt und unbehaart.

### Generative Merkmale
Die Blütezeit reicht von Juni bis Juli. Der lockere und zusammengezogene, rispige Blütenstand ist 5 bis 20 Zentimeter lang und nur zur Anthese ausgebreitet. Die Seitenäste gehen zu dritt bis zu siebent von der Hauptachse ab. Die größten erreichen Längen von 4 bis 8 Zentimetern. Die Ährchen stehen einzeln, sind einblütig, gelbbraun oder bräunlich, manchmal violett überlaufen und 2 bis 3 selten bis 3,5 Millimeter lang. Fruchtbare Ährchen haben einen fadenförmigen, stielrunden, 1 bis 2,3 Millimeter langen und rauen Stiel. Das Blütchen fällt in der Reifezeit aus den Hüllspelzen, die an der Rispe zurückbleiben. Obere und untere Hüllspelze sind beinahe gleich und etwa so lang wie das Ährchen, wobei die untere etwas kürzer ist. Sie sind einnervig, lanzettlich, zugespitzt, kahl oder manchmal kurz behaart und am Kiel rau. Der Kallus des Blütchen ist 0,5 Millimeter lang behaart. Die Deckspelze ist fünfnervig, breit lanzettlich, 1,8 bis 2,5 Millimeter lang und am oberen Ende gestutzt. Die beiden äußeren Seitennerven laufen jeweils in eine kurze 0,2 bis 0,5 Millimeter langen Grannenspitze aus. Die Deckspelze ist mehr oder weniger dicht und lang behaart und am Rücken im untersten Drittel begrannt. Manche Deckspelzen auch bei Ährchen der gleichen Rispe sind jedoch unbehaart, unbegrannt und die Seitennerven zeigen auch keine Grannenspitzen. Die Granne ist 3 bis 5 Millimeter lang und im unteren Teil gedreht. Die Vorspelze ist zweinervig und erreicht nur die Hälfte bis zwei Drittel der Länge der Deckspelze. Die zwei Schwellkörper sind häutig. Die drei Staubbeutel sind etwa 1,5 Millimeter lang. Die zwei Narben stehen seitlich hervor.
Als Früchte (Karyopsen) sind etwa 1,2 Millimeter lang.
Als Chromosomenzahl werden 2n = 28 und 2n = 42 angegeben.

## Verbreitung und Standortansprüche
Das natürliche Verbreitungsgebiet reicht von Südwest- bis Südosteuropa, von Portugal, Spanien und Frankreich über Italien, Slowenien, Kroatien, Serbien und Mazedonien bis nach Griechenland, Bulgarien und Rumänien. Man findet es in Makaronesien, in Nordafrika in Algerien sowie Marokko und in Westasien in der Türkei und im Libanon. In Australien, Neuseeland, Chile, in Oregon in den Vereinigten Staaten und in vielen Ländern Europas ist es ein Neophyt. In Österreich findet man es in Oberösterreich, der Steiermark, Kärnten und Tirol. In Deutschland wurde es seit 1955 durch das Aussähen von Rasensamen eingeschleppt. Gefunden wurde es bei Geesthacht in Schleswig-Holstein und im Harz (beides seit 1960), in Berlin (seit 1968), bei Ludwigsburg (1984), in der Oberrheinischen Tiefebene (1993) und in der östlichen Mainebene (1993).
Es wächst meist auf mäßig trockenen und kalkarmen Sand- und Tonböden in Ruderalgesellschaften.

## Taxonomie
Die Erstbeschreibung von Agrostis castellana erfolgte 1842 durch Pierre Edmond Boissier und Georges François Reuter in Diagnoses Plantarum Novarum Hispanicarum Seite 26. Der Gattungsname Agrostis stammt aus dem Lateinischen, agrostis bezeichnete lästiges Unkraut, das auf den Feldern wächst. Das Artepitheton castellana verweist auf das Vorkommen in Kastilien.
Synonyme für Agrostis castellana Boiss. & Reut. sind unter anderen Agrostis alba subsp. castellana (Boiss. & Reut.) P.Fourn., Agrostis azorica (Hochst.) Tutin & E.F.Warb., Agrostis bolivaris Sennen, Agrostis canariensis Parl., Agrostis capillaris subsp. castellana (Boiss. & Reut.) O.Bolòs, Masalles & Vigo, Agrostis capillaris subsp. olivetorum (Godr.) O.Bolòs, Masalles & Vigo, Agrostis hispanica Boiss. & Reut., Agrostis lusitanica Steud., Agrostis moldavica Dobrescu & Beldie, Agrostis olivetorum Godr., Agrostis parlatorei Breistr., Agrostis schottii Trin., Agrostis stolonifera subsp. castellana (Boiss. & Reut.) Maire & Trab., Agrostis tricuspidata Hack., Calamagrostis azorica (Hochst.) Steud. und Deyeuxia azorica Hochst. ex Seub.
Auffallend an der Art Agrostis castellana sind die auch innerhalb einer Rispe unterschiedlich ausgebildeten Deckspelzen.